# Actinostolidae

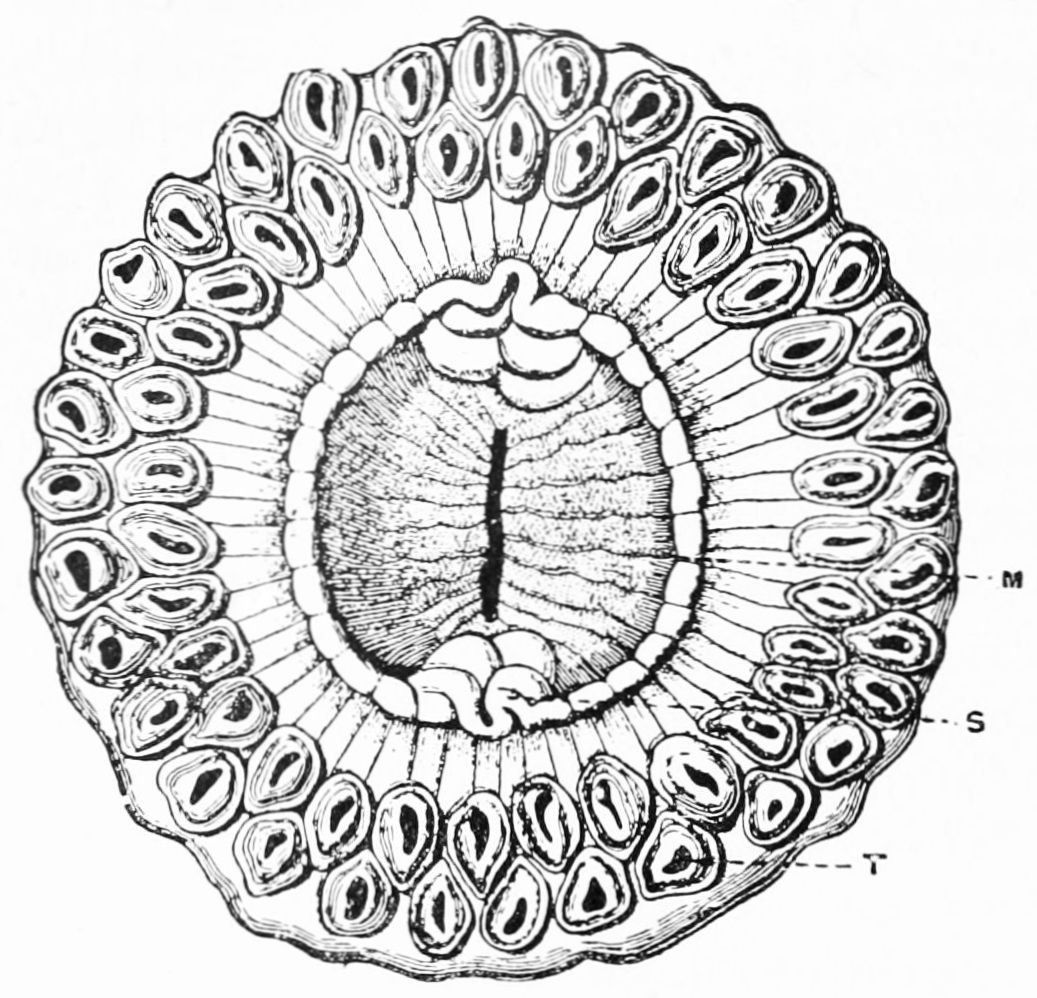
Sicyonis crassa en Popular Science Monthly, vol.44. 1893

Los actinostólidos (Actinostolidae) son una familia de anémonas de mar de la clase Anthozoa. Especies de la familia se distribuyen en todos los océanos y latitudes, pero son más frecuentes en aguas profundas y en aguas polares. Un reciente análisis filogenético de los datos morfológicos, indica que la familia no es monofilética.

## Características
Su columna es comúnmente lisa y raramente tuberculada, sin verrugas u otras proyecciones. Los tentáculos, en ocasiones, contienen baterías de nematocistos en su parte aboral, o inferior; también ocasionalmente, se engrosan en esta parte, y su disposición es regular. Los mesenterios no son divisibles, y los más jóvenes no están dispuestos bilateralmente. Los músculos retractores son difusos. Poseen esfínter mesogloeal. No poseen acontia.

## Géneros
El Registro Mundial de Especies Marinas acepta los siguientes géneros:
- Actinostola Verrill, 1883
- Antholoba Hertwig, 1882
- Anthosactis Danielssen, 1890
- Antiparactis Verrill, 1899
- Bathydactylus Carlgren, 1928
- Cnidanthus Carlgren, 1927
- Cyananthea Doumenc & Van-Prakt, 1988
- Cymbactis McMurrich, 1893
- Epiparactis Carlgren, 1921
- Glandulactis Riemann-Zurneck, 1978
- Hadalanthus Carlgren, 1956
- Hormosoma Stephenson, 1918
- Isoparactis Stephenson, 1920
- Maractis Fautin & Barber, 1999
- Marianactis Fautin & Hessler, 1989
- Ophiodiscus Hertwig, 1882
- Pacmanactis
- Paranthosactis
- Paranthus Andres, 1883
- Parasicyonis Carlgren, 1921
- Peronanthus
- Pseudoparactis Stephenson, 1920
- Pycnanthus McMurrich, 1893
- Sicyonis Hertwig, 1882
- Stomphia (Gosse, 1859)
- Synsicyonis Carlgren, 1921
- Tealidium Hertwig, 1882